# Merocoris tristis
Merocoris tristis är en insektsart som beskrevs av Perty 1833. Merocoris tristis ingår i släktet Merocoris och familjen bredkantskinnbaggar. Inga underarter finns listade i Catalogue of Life.